# Каминья (Чили)
Каминья  (исп. Camiña ) — посёлок в Чили. Административный центр одноимённой коммуны. Коммуна входит с состав провинции Тамаругаль и области Тарапака .
Территория — 2200,2 км². Численность населения — 1 250 жителя (2017). Плотность населения — 0,57 чел./км².

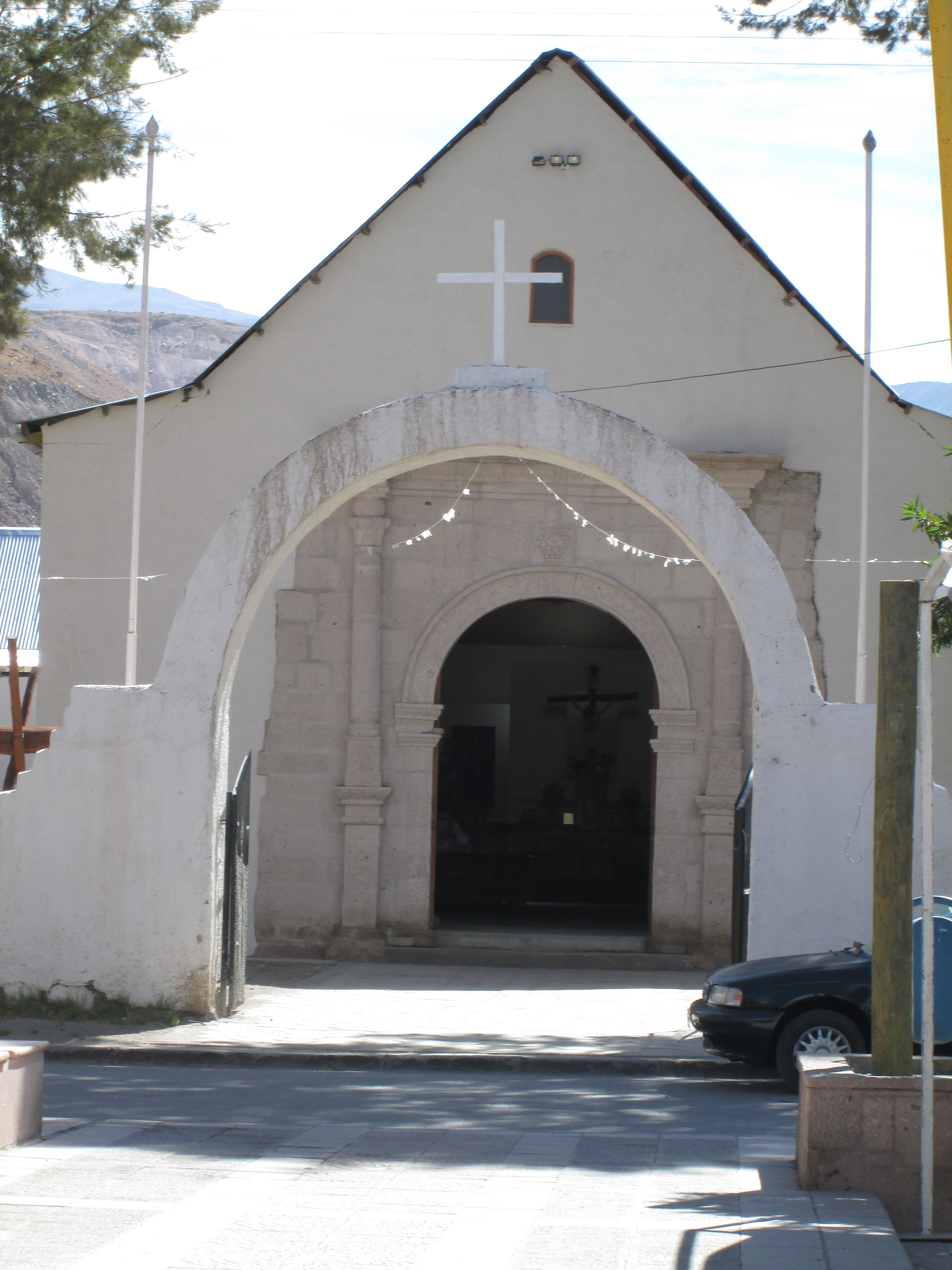
Церковь в Каминья

## Расположение
Посёлок расположен в 127 км на северо-восток от адм.центра области города Икике в долине реки Тана-и-Каминья.
Коммуна граничит:
- на севере — коммуны Уара и Камаронес
- на востоке — коммуна Кольчане
- на юге — коммуна Уара
- на западе — коммуна Уара

## История
Коммуна была создана  8 сентября 1970 г. из части коммуны Писагуа.

## Достопримечательности
Размещенная в ущелье с крутыми стенами, коммуна имеет большое культурное, сельскохозяйственное и археологическое значение. Это важный сельскохозяйственный и туристический центр, объединенный как коммуна в 1970 г., объединяет более 1 200 жителей, распределенных по маленьким деревенькам, таким как: Альтуса, Апамилька, Калатамбо, Каминья, Чапикильта, Чильяйса, Кисама, Франсия, Мокелья, Нама, Кистагама, Саинья, Яла-Яла.
В ущелье Каминья существуют интересные свидетельства деятельности человека в доисторический и колониальный период.
Около поселка существует достаточно каменистое место, в котором есть возможность рассмотреть петроглифы большой красоты, которые представляют изображения животных, солнца, крылатого человека, а также знаки, которые ещё археологами не расшифрованы.

## Демография
Согласно сведениям, собранным в ходе переписи 2017 г  Национальным институтом статистики (INE),  население коммуны составляет:
| Полное население                          | Полное население                          | Полное население                          | Полное население                          | Полное население                          | 1 250 |
| ----------------------------------------- | ----------------------------------------- | ----------------------------------------- | ----------------------------------------- | ----------------------------------------- | ----- |
| в том числе:                              | Городское население                       | 0                                         | Процент городского населения, %           | 0                                         |       |
|                                           | Сельское население                        | 1 250                                     | Процент сельского населения, %            | 100                                       |       |
|                                           | Мужское население                         | 657                                       | Процент мужского населения, %             | 52,56                                     |       |
|                                           | Женское население                         | 593                                       | Процент женского населения, %             | 47,44                                     |       |
| Плотность населения, чел/км²              | Плотность населения, чел/км²              | Плотность населения, чел/км²              | Плотность населения, чел/км²              | Плотность населения, чел/км²              | 0,57  |
| Население коммуны в % к населению области | Население коммуны в % к населению области | Население коммуны в % к населению области | Население коммуны в % к населению области | Население коммуны в % к населению области | 0,38  |

| Динамика изменения населения коммуны | Динамика изменения населения коммуны | Динамика изменения населения коммуны | Динамика изменения населения коммуны |
| ------------------------------------ | ------------------------------------ | ------------------------------------ | ------------------------------------ |
| 1992                                 | 2002                                 | 2012                                 | 2017                                 |
| 1422                                 | 1275▼                                | 1156▼                                | 1250▲                                |

## Важнейшие населенные пункты[4]
| № | Населённый пункт | Населённый пункт (исп.) | Категория | Население чел. (2017) | На карте                        |
| - | ---------------- | ----------------------- | --------- | --------------------- | ------------------------------- |
| 1 | Каминья          | Camiña                  | село      | 396                   | 19°18′46″ ю. ш. 69°25′34″ з. д. |
| 2 | Мокелья          | Moquella                | деревня   | 106                   | 19°21′04″ ю. ш. 69°30′58″ з. д. |